# Amy Beach
Amy Beach (5. september 1867 i Henniker, New Hampshire, USA – 27. december 1944 i New York City, New York) var en amerikansk komponist og pianist.
Beach var den første kvindelige amerikaner som blev anerkendt for store symfoniske værker. Hun skrev bl.a. en symfoni "Gaelic symphony" (1896), orkesterværker, en klaverkoncert (1896), klaverstykker, kormusik og en messe (1890).
Hun var koncertpianist, og rejste verden rundt som sådan.

## Udvalgte værker
- "Gælisk" Symfoni (1896) - for orkester
- Klaverkoncert (1896) - for klaver og orkester
- "Stor messe" (1890) - for kor og orkester
- '"Jephthah's datter" (1903) - for sopran og orkester
- "Valse Caprice" (1889) - for klaver
- "Ballade" (1894) - for klaver
- "Skitser" (1892) - for klaver
- "Maske bal" (1894) - for klaver
- "Børns karneval" (1894) - for klaver
- "Tre stykker" (1894) - for klaver
- "Børnenes album" (1897) - for klaver